# Tetrastigma napaulense
Tetrastigma napaulense är en vinväxtart som först beskrevs av Dc., och fick sitt nu gällande namn av Chao Luang Li. Tetrastigma napaulense ingår i släktet Tetrastigma och familjen vinväxter. Utöver nominatformen finns också underarten T. n. puberulum.